# Дамян Илиев (полковник)
 Тази статия е за офицера.  За революционера вижте Дамян Илиев.  
Дамян Илиев Илиев е български офицер, полковник, служил в Българската армия.

## Биография
Дамян Илиев е роден на 24 декември 1893 г. в село Булгаркьой, Кешанско. В периода 1908 – 1911 г. получава образованието си в Българската мъжка педагогическа гимназия „Д-р Петър Берон“ в гр. Одрин. Преживява разорението на тракийските българи през 1913 г., като се спасява в родното си село. През 1916 г. завършва Военното на Н.В. училище с 37-ия випуск.

## Служба
Служи в редица формирования на Българската армия, включително 38-и пехотен одрински полк, 39-ти пехотен солунски полк, 27-и пехотен чепински полк, 8-и беломорски полк и 10-и пехотен родопски полк.

## Участие във войната
В състава на 38-и пехотен Одрински полк участва във военните действия в Беломорието, като служи в с. Кале чифлик (Орфански залив), с. Локвица, с. Сармусакли, с. Вернар, Кара Баир.

## Следвоенна служба
След войната служи в 27-и пехотен чепински полк. В състава на 10-и пехотен родопски полк участва в акции по ликвидирането на така наречено „разбойничество“ в Родопите. Служи в граничните поделения. Служи в 10-и пехотен родопски полк в гр. Хасково като ротен командир. Назначен е като началник на Хасковското военно окръжие. По време на служба в 12-и пограничен участък участва в строежа и откриването на паметник на връх Черни рид. Служи в гр. Кърджали като дружинен командир от 10-и пехотен родопски полк и началник на Кърджалийското военно окръжие. Участва в откриването на Паметника на освободителите в гр. Кърджали през 1939 г. Участва във военния парад в гр. Гюмюрджина по случай връщането на Беломорието. След Деветосептемврийския преврат служи като началник на отдел за подпомагане на пострадалите от войните в гр. София.